# Orlov (cràter)
Orlov és un cràter d'impacte que es troba a la cara oculta de la Lluna, al nord-est del cràter més gran Leeuwenhoek. Al nord-nord-oest d'Orlov apareix De Vries, i a l'est-sud-est es troba Rumford.

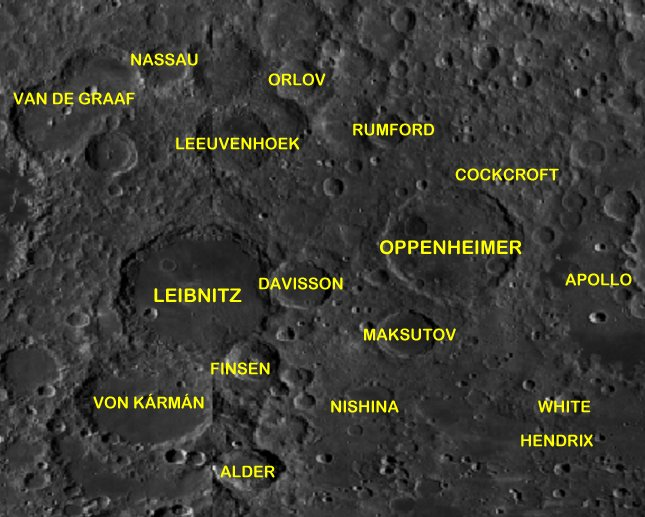
Localització d'Orlov (centre superior de la imatge)
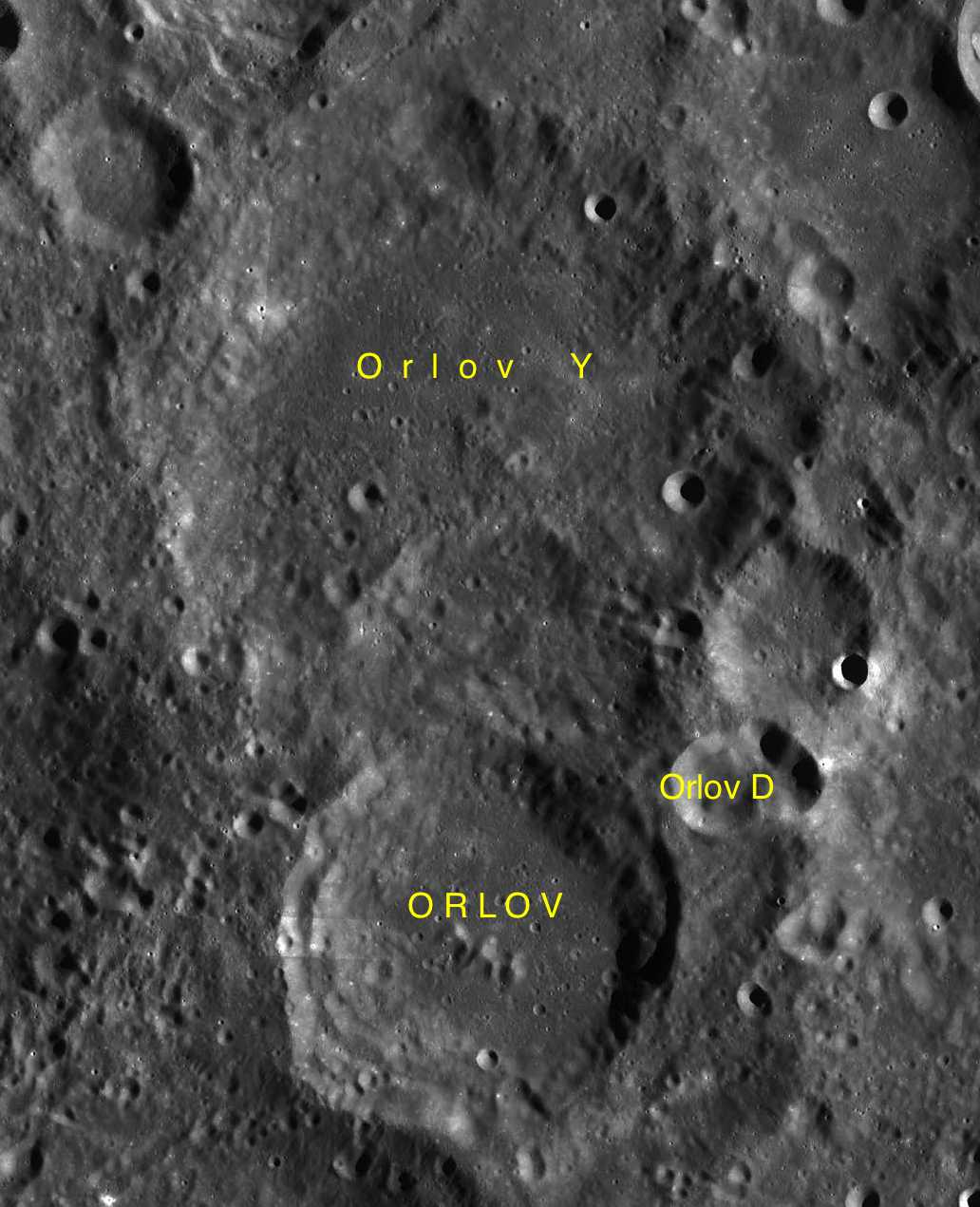
Cràters satèl·lit
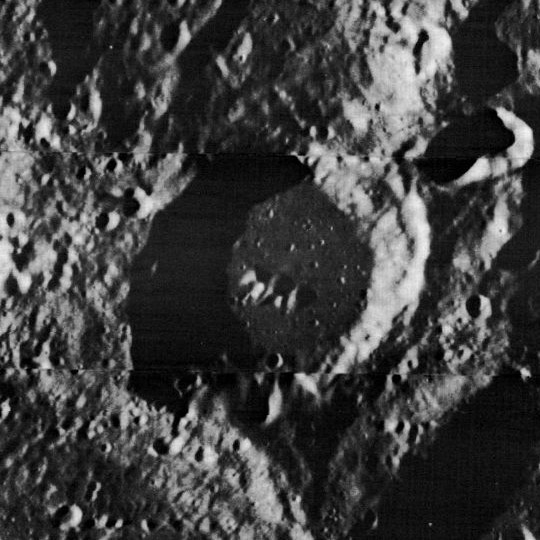
Imatge de la missió Lunar Orbiter 2

Aquest cràter es troba entre dos grans cràters satèl·lit: Orlov I està unit a la vora nord, i Leeuwenhoek E està connectat al sud-oest. Aquest últim també és la ubicació d'una protuberància cap a l'exterior a la vora d'Orlov, cosa que genera una paret interior més ampla en aquest costat. Presenta algunes terrasses a la paret interior oriental. Orlov D, un cràter de forma oval, està unit a la vora exterior al nord-est.

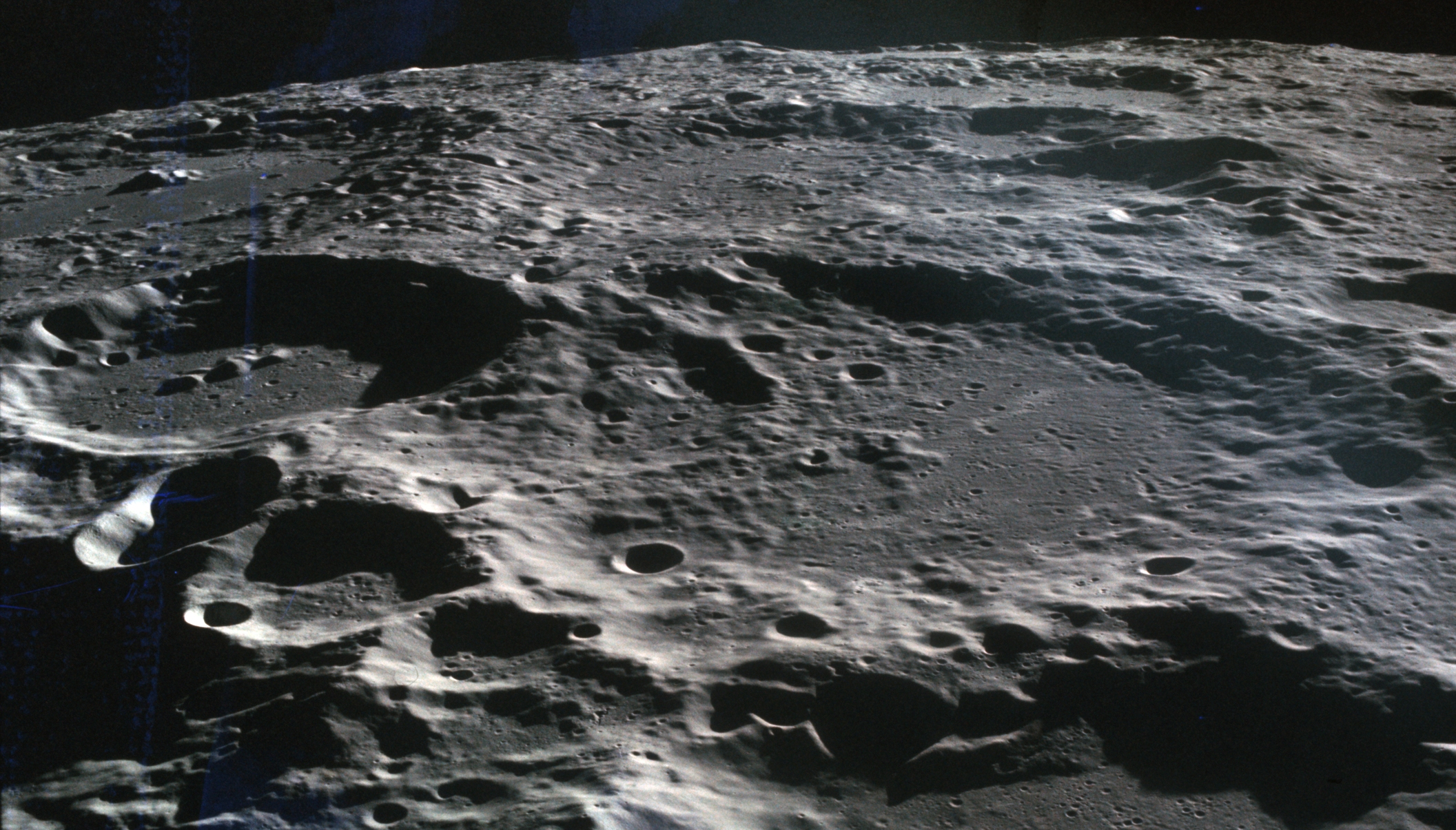
Vista obliqua d'Orlov (esquerra) i d'Orlov I (dreta), amb Leeuwenhoek (a baix esquerra). Imatge des de l'Apollo 17, mirant al sud-oest.
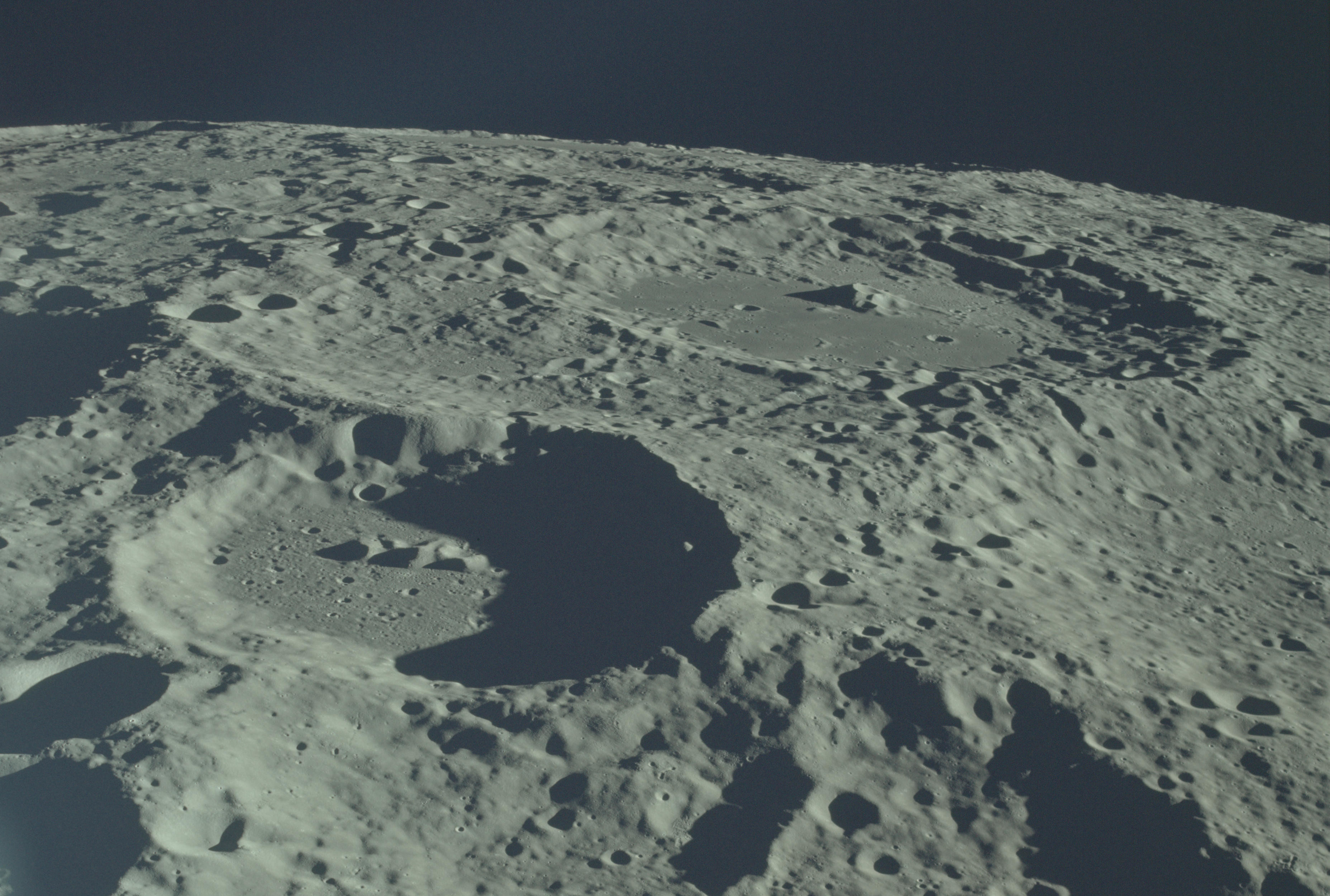
Vista del cràter satèl·lit Orlov Y. Orlov apareix al centre de la imatge lleugerament a l'esquerra, i a dalt a la dreta se situa Leeuwenhoek. Imatge des de l'Apollo 17

El sòl interior d'Orlov és relativament pla, amb una formació central situada a prop del punt mitjà. Es localitzen alguns petits cràters a la paret interior al sud-oest.

## Cràters satèl·lit
Per convenció aquests elements són identificats en els mapes lunars posant la lletra en el costat del punt central del cràter que està més proper a Orlov.
| Orlov | Coordenades                            | Diàmetre |
| ----- | -------------------------------------- | -------- |
| D     | 24° 48′ S, 173° 24′ O / 24.8°S,173.4°O | 27 km    |
| Y     | 22° 48′ S, 175° 06′ O / 22.8°S,175.1°O | 126 km   |